# Линия 8 (Стамбульский метрополитен)
Линия M8 (тур. M8 Bostancı–Parseller) — одна из 10 линий Стамбульского метро. На картах обозначается синим цветом. Третья линия в азиатской части города. Открыта 6 января 2023 года.

## Пересадки
| Пересадка на линию | Со станции | На станцию |
| ------------------ | ---------- | ---------- |
| Линия 4            | Козьятаджы | Козьятаджы |
| Линия 5            | Дудуллу    | Дудуллу    |

## Станции
- Bostancı (Пересадка: Marmaray)
- Emin Ali Paşa
- Ayşekadın
- Kozyatağı (Пересадка: М4)
- Küçükbakkalköy
- İçerenköy
- Kayışdağı
- Mevlana
- İMES
- MODOKO - KEYAP
- Dudullu (Пересадка: М5)
- Huzur
- Parseller